# اینگرسول رند

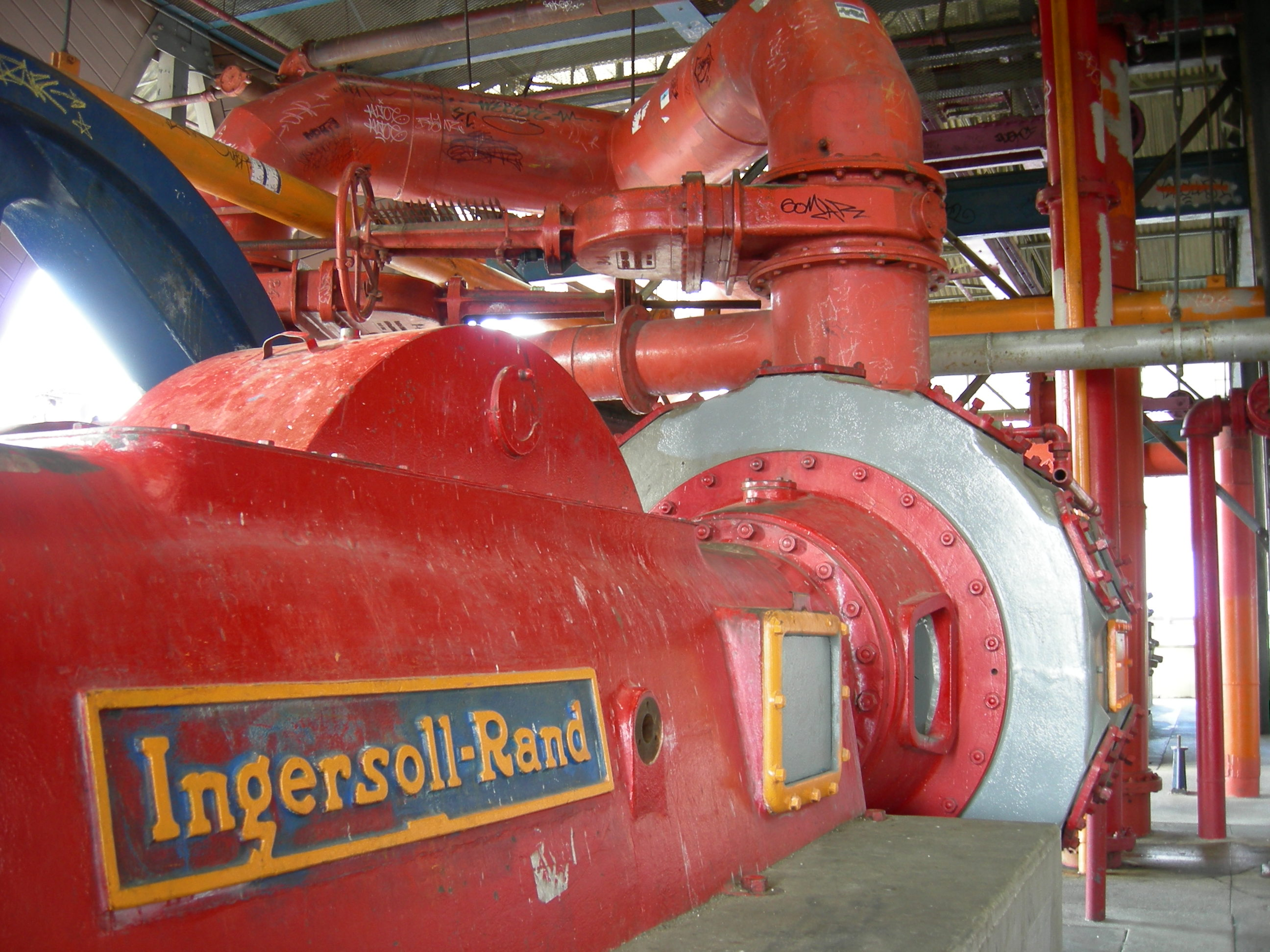
یک کارخانه گاز در سیاتل

اینگرسول رَند یک شرکت تولیدی و صنعتی آمریکایی‌ایرلندی است که در سال ۱۹۰۵ با ادغام شرکت اینگرسول‌سارجِنت و شرکت رنددریل، شرکت‌های رقیبی که هردو در سال ۱۸۷۱ تأسیس شدند، تشکیل شد. این شرکت در دوبلین ایرلند مستقر است و ادارات ایالات متحده خود را در دیویدسن، کارولینای‌شمالی مستقر کرده‌است. این شرکت دارای سابقه طولانی در تولید موتورهای دیزل لوکوموتیو بوده‌است.

## نگارخانه

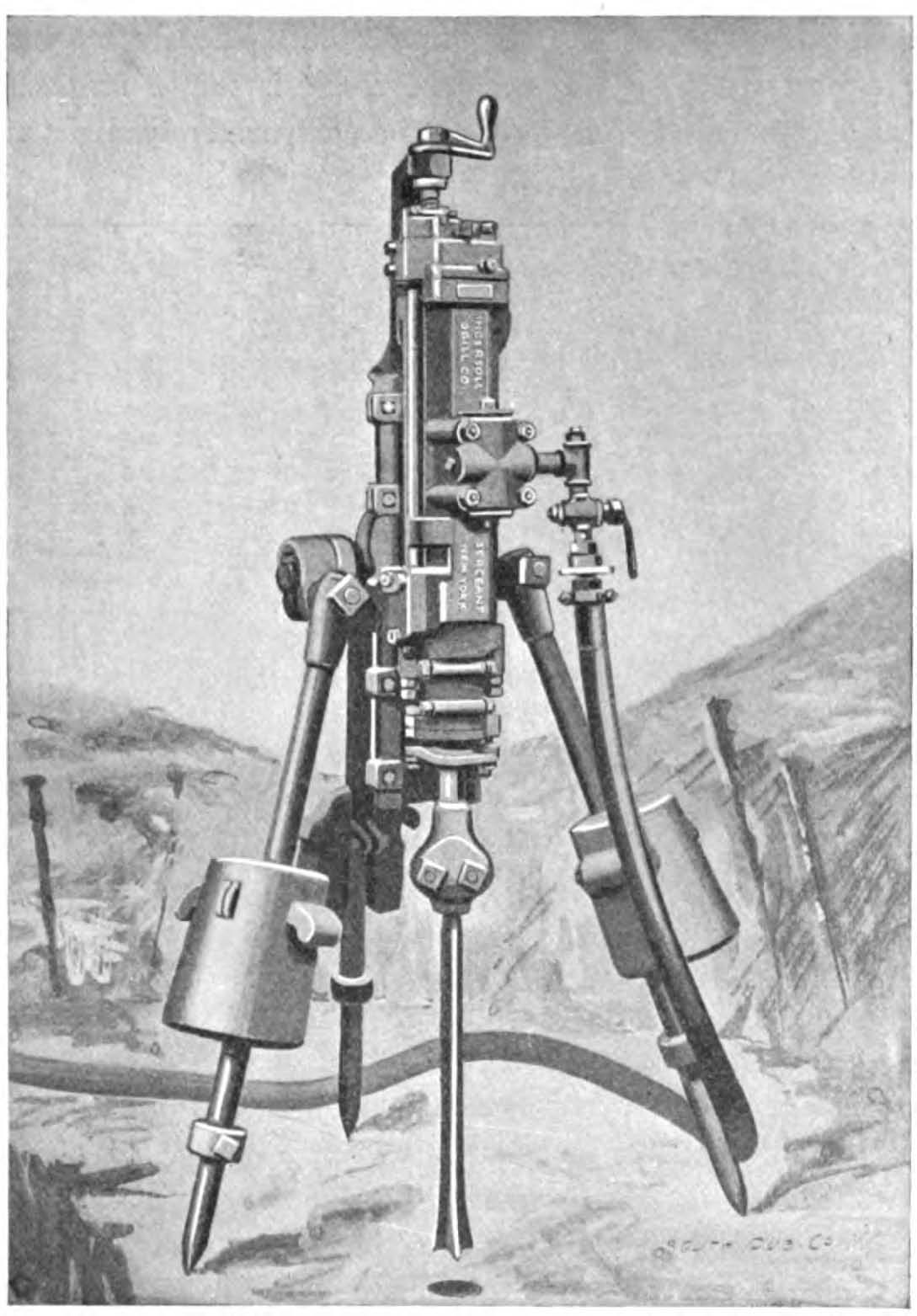
مته بخار اینگرسول‌سارجنت که در اواخر سده ۱۸۰۰ در معادن استفاده می‌شد

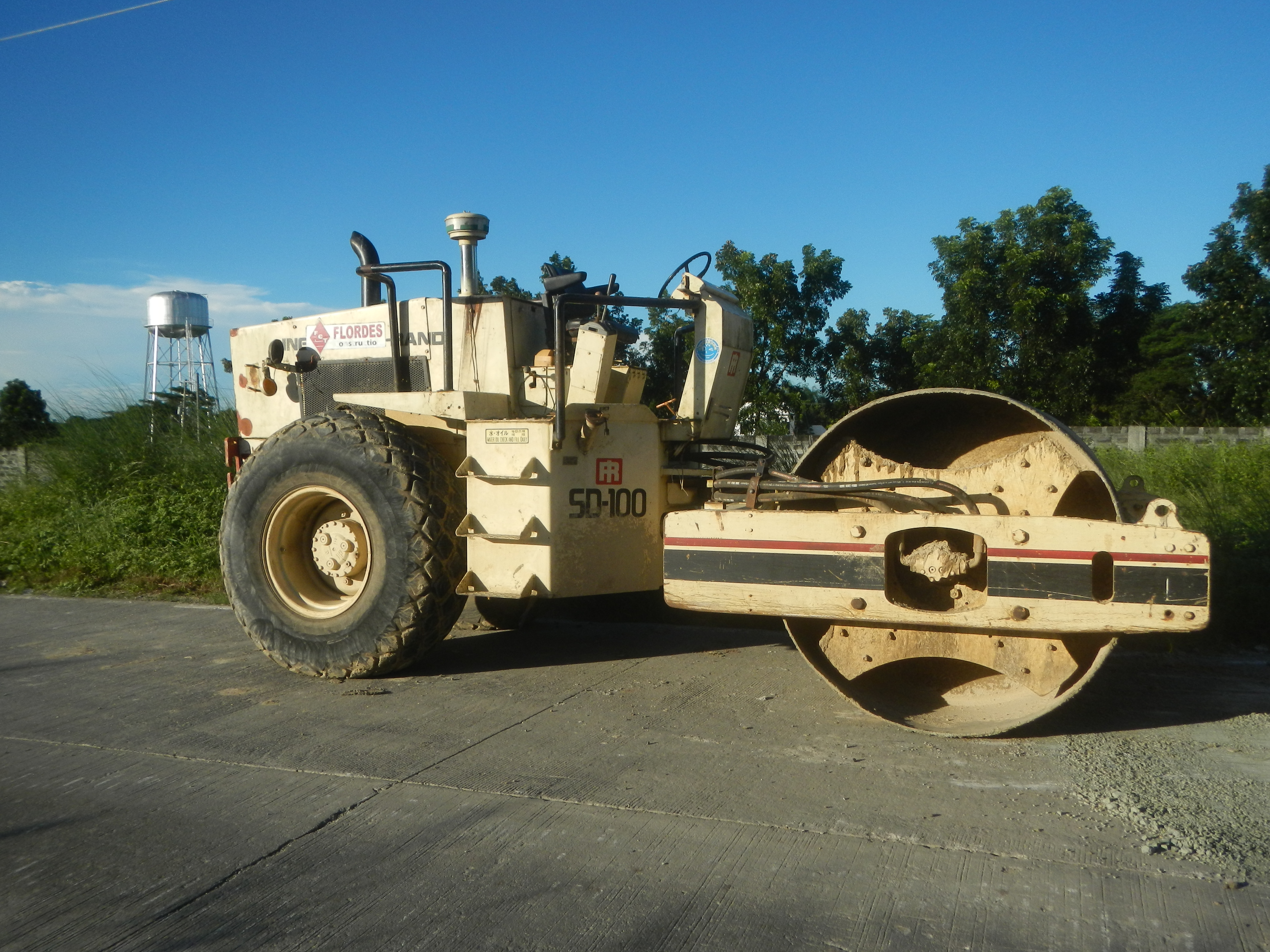
غلتک راه‌سازی اینگرسول‌رند
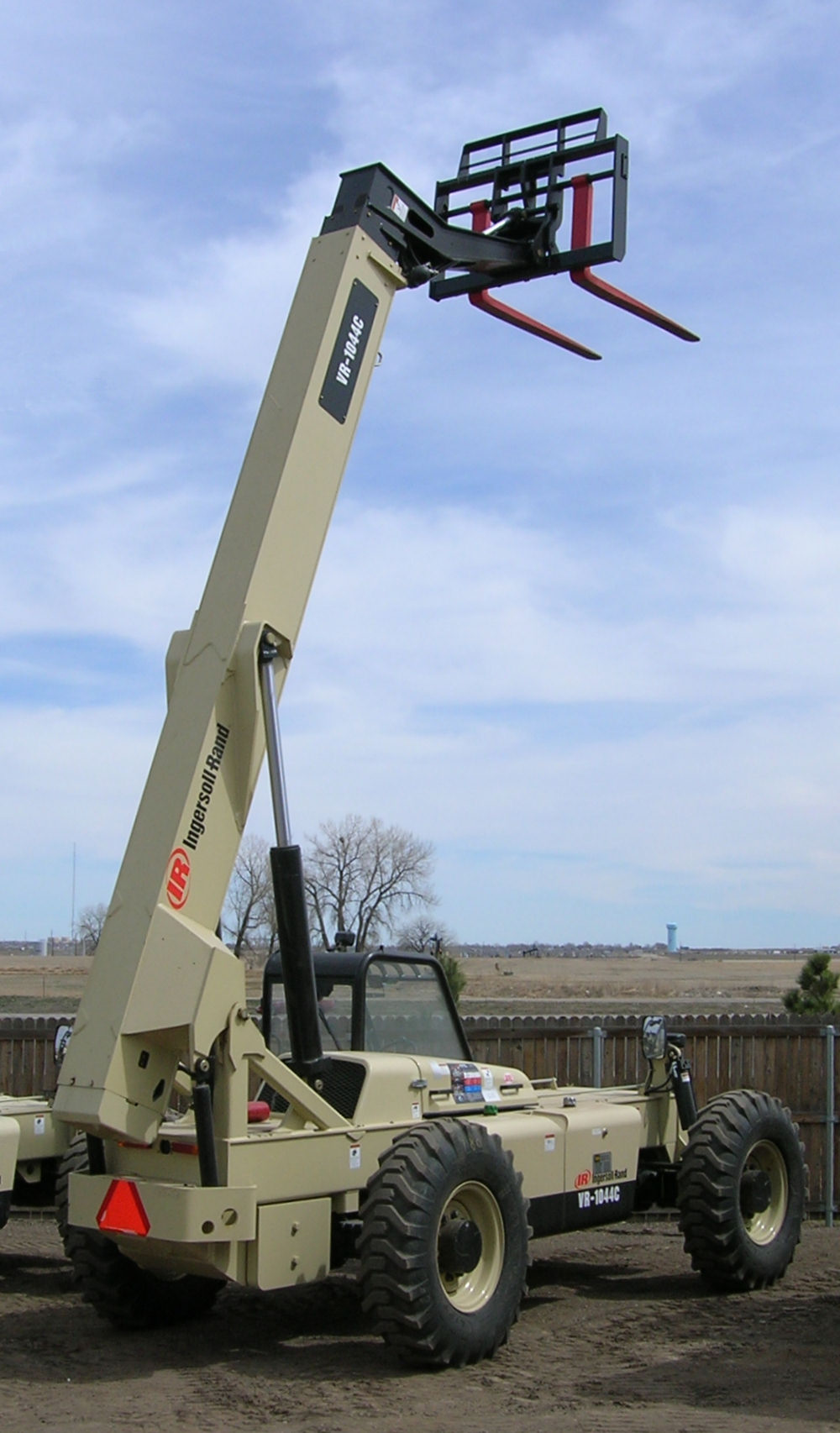
بالابر ساخت اینگرسول‌رند